# Dao (Yongzhou)
Dao (chinesisch 道县, Pinyin Dào Xiàn) ist ein Kreis, der zum Verwaltungsgebiet der bezirksfreien Stadt Yongzhou im Süden der chinesischen Provinz Hunan gehört. Er hat eine Fläche von 2.441 km² und zählt 617.100 Einwohner (Stand: Ende 2018). Sein Hauptort ist die Großgemeinde Daojiang 道江镇.
Die steinzeitliche Yuchanyan-Stätte (Yuchanyan yizhi 玉蟾岩遗址) steht seit 2001 auf der Liste der Denkmäler der Volksrepublik China (5-91).
Das Daoxian-Massaker wurde vom 13. August bis 17. Oktober 1967 verübt.